# Anna Masaryková
Anna Masaryková (3. dubna 1911 Praha – 18. března 1996 Praha) byla česká historička umění, výtvarná kritička, dlouholetá pracovnice Národní galerie v Praze. Byla dcerou malíře Herberta Masaryka a vnučkou prezidenta Tomáše Garrigue Masaryka, švagrovou Emanuela Poche, tetou Mikuláše Medka a Charlotty Kotíkové.

## Život
Po maturitě na gymnasiu v Praze (1930) studovala na Filosofické fakultě Univerzity Karlovy československé dějiny u prof. Josefa Pekaře, prof. Josefa Šusty, prof. Josefa Vítězslava Šimáka, archeologii u prof. Růženy Vackové, srovnávací dějiny literatury (Václav Tille) a dějiny umění u prof. Antonína Matějčka a V. Birnbauma. Roku 1936 obhájila rigorózní práci: Druhé rokoko v Čechách.
Pracovala jako archivářka SVU Mánes (1937–1942) a jako referentka Volných směrů. Za války publikovala pod pseudonymem Anna Brynychová. V letech 1945–1970 pracovala v Národní galerii v Praze, v letech 1945–1949 jako vedoucí Moderního oddělení, odkud byla z politických důvodů roku 1949 odsunuta do archivu (což ovšem význam archivu posílilo[zdroj⁠?!]). Poté byla přednostkou Oddělení 19. století (1951–1954), Grafické sbírky (1954–1955) a odbornou pracovnicí Oddělení 19. století (1955–1965) a Grafické sbírky (1965–1970). Po srpnové okupaci v letech 1971–1984 vykonávala pouze příležitostnou brigádnickou výpomoc v Národní galerii. Ve svém podkrovním bytě v malostranské Cihelné ulici shromáždila velké množství zejména knižního materiálu z oblasti dějin umění, který studovala. Od konce 80. let a zejména po roce 1989 se aktivně účastnila obnovení památky svého děda T. G. Masaryka i svého otce Herberta Masaryka, českého malíře, také prostřednictvím velkých výstav, které v letech 1993–95 uspořádalo Masarykovo demokratické hnutí. Spolu se svou sestrou Herbertou se účastnila řady besed se studenty i veřejností.

## Dílo
Napsala mj. monografie o Janu Slavíčkovi (1946) a Josefu Mařatkovi (1958), sestavila řadu katalogů, kterým připojila teoretické studie (Národní galerie. Díl 5, České sochařství 19. a 20. století, 1963). Důležitý je její příspěvek k poznání ženy výtvarnice v dějinách.

### Bibliografie (výběr)

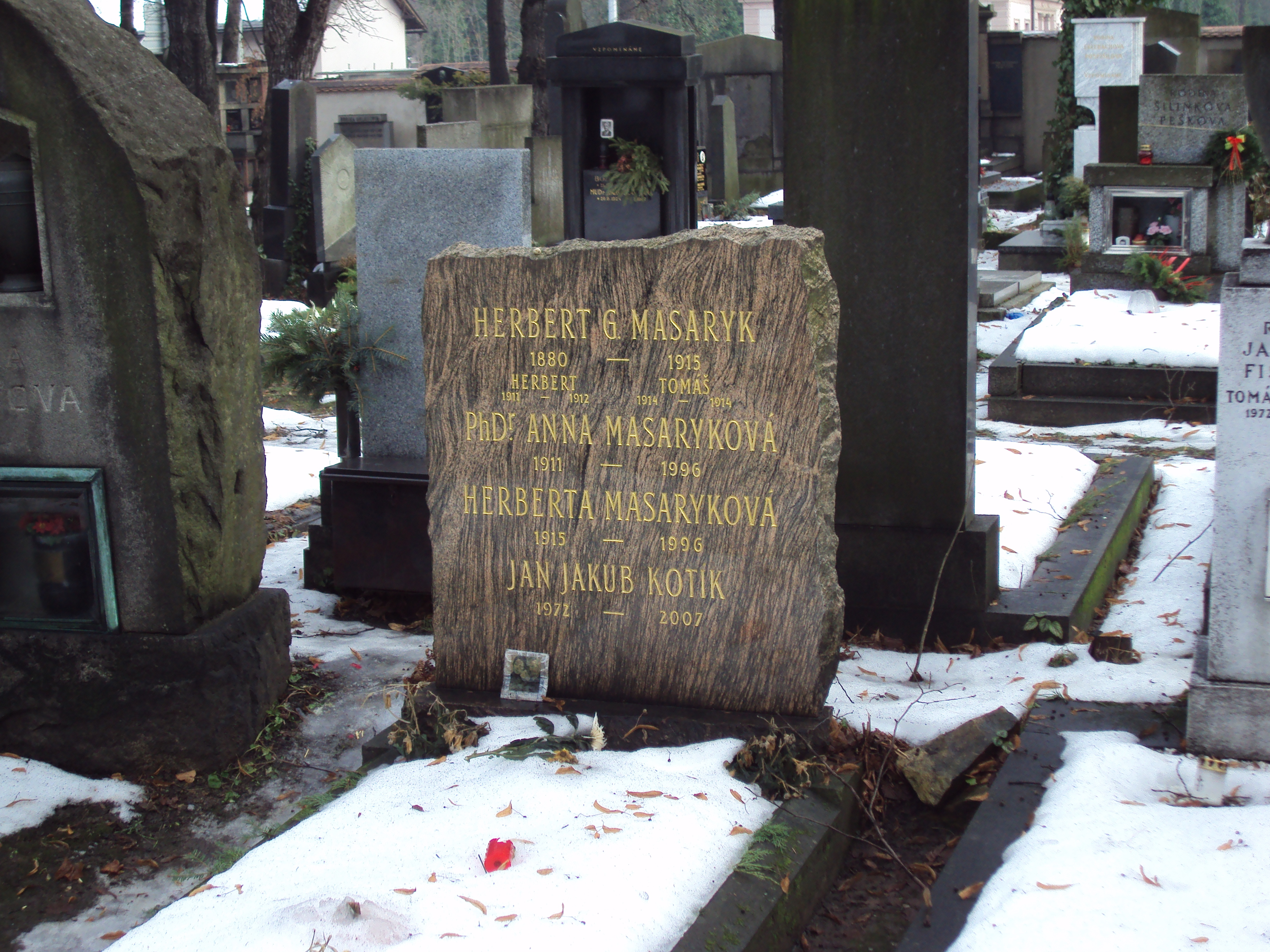
Hrob Masaryků s otcem, sestrou Herbertou a jejím vnukem J. J. Kotíkem